# IPod touch (4 поколения)
iPod Touch четвертого поколения (продаваемый как «the new iPod touch» и в просторечии известный как iPod Touch 4G, iPod Touch 4 или iPod 4) представляет собой мобильное устройство с поддержкой мультитач, разработанное и продаваемое Apple Inc. с сенсорным экраном. на основе пользовательского интерфейса. Преемник iPod Touch 3-го поколения, он был представлен на мероприятии Apple для СМИ 1 сентября 2010 года и выпущен 12 сентября 2010 года. Он официально совместим с iOS до 6.1.6, которая была выпущена на 21 февраля 2014 года.
iPod Touch четвёртого поколения был первым iPod с фронтальной и задней камерами. Это более тонкая и лёгкая модель, чем её предшественники и iPhone 4, и оснащена дисплеем Retina. Другие улучшения включают поддержку записи видео 720p через заднюю камеру, чип Apple A4. Это тот же чип, который используется в iPad (1-го поколения) и iPhone 4.

## Содержание

### История
iPod Touch четвёртого поколения изначально был выпущен только в одном цвете. Первоначально он имел переднюю часть чёрного цвета и заднюю часть из нержавеющей стали. 12 октября 2011 года, с выпуском iPhone 4S, была добавлена версия белого цвета, а задняя крышка из нержавеющей стали осталась неизменной. Это был последний iPod Touch с такой опцией настройки, потому что она была удалена с выпуском iPod Touch пятого поколения, в котором были удалены параметры цвета передней панели в пользу изменения цвета лицевой панели в зависимости от цвета задней панели устройства.
Первоначально устройство продавалось только в моделях на 8 ГБ, 32 ГБ и 64 ГБ. Три варианта хранения остались прежними в октябре 2011 года, когда была выпущена версия белого цвета. 11 октября 2012 года Apple прекратила выпуск моделей на 8 ГБ и 64 ГБ, выпустив модели iPod Touch пятого поколения на 32 и 64 ГБ. Цена на модель на 32 ГБ была снижена, и была представлена модель на 16 ГБ. iPod Touch (4-го поколения) был официально снят с производства Apple 30 мая 2013 года, когда была выпущена 16-гигабайтная версия его преемника, iPod Touch 5. Это также последний из плееров iPod Touch, выпущенных для использования 30-контактный разъем док-станции, который был заменен разъемом Lightning, начиная с 5-го поколения устройств iPod Touch.

## Функции

### Программное обеспечение
Он полностью поддерживает iOS 4 и iOS 5, но имеет ограниченную поддержку iOS 6 и, в отличие от iPhone 4, устройство официально не получило iOS 7 из-за проблем с производительностью. 14 ноября 2013 года Apple выпустила iOS 6.1.5 для iPod touch (4-го поколения), чтобы исправить сбои вызовов FaceTime. 21 февраля 2014 года Apple выпустила iOS 6.1.6 для iPod touch (4-го поколения) и iPhone 3GS, чтобы исправить ошибочную проверку SSL. Это также была последняя версия для всех этих устройств.